# A Terceira Margem do Rio (filme)
A Terceira Margem do Rio é um filme franco-brasileiro de 1994, do gênero drama, dirigido por Nelson Pereira dos Santos e com roteiro baseado no conto de mesmo título do livro Primeiras Estórias (1962) de João Guimarães Rosa.

## Sinopse
Um homem de meia-idade deixa sua família e amigos para viver isolado em uma canoa no meio de um rio, na região central do Brasil, e jamais volta a pisar em terra firme. Seu único contato com as pessoas acontece através de seu filho Liojorge, que lhe deixa comida na margem do rio. Os anos se passam e a filha Rosário casa com um rapaz da região e vai morar na cidade. O filho também casa, mas decide permanecer com a mãe e continuar levando diariamente a comida para o pai invisível. Quando nasce Nhinhinha, a filha de Liojorge, e que tem poderes mágicos, o rapaz resolve levá-la até a beira do rio para apresentá-la ao pai.

## Elenco
- Ilya São Paulo .... Liojorge
- Sônia Saurin .... Alva
- Barbara Brant ....Nhinhinha
- Maria Ribeiro ....Mãe
- Chico Díaz  ....Rogério
- Waldir Onofre  ....Dismundo
- Ana Maria Nascimento e Silva
- Vanja Orico
- Jofre Soares
- Afonso Brazza
- Lavoiser Albernaz
- Denise Alvarez
- Zé do Badau
- Efigênia do Carmo
- Andrade Júnior
- Néio Lúcio
- Laura Lustosa
- Mário Lute
- Aliomar Macedo
- Renato Matos
- Gilson Moura
- Elcione Rabelo
- Eduardo Rocha
- Henrique Rovira
- Joaquim Saraiva
- Carla Ulhoa
- Mariane Vicentini
- Ana Cláudia Vieira

## Principais prêmios e indicações
- Recebeu o prêmio Margarida de Prata em 1994.
- Indicado ao Urso de Ouro no Festival de Berlim em 1994.